# Labidosaure

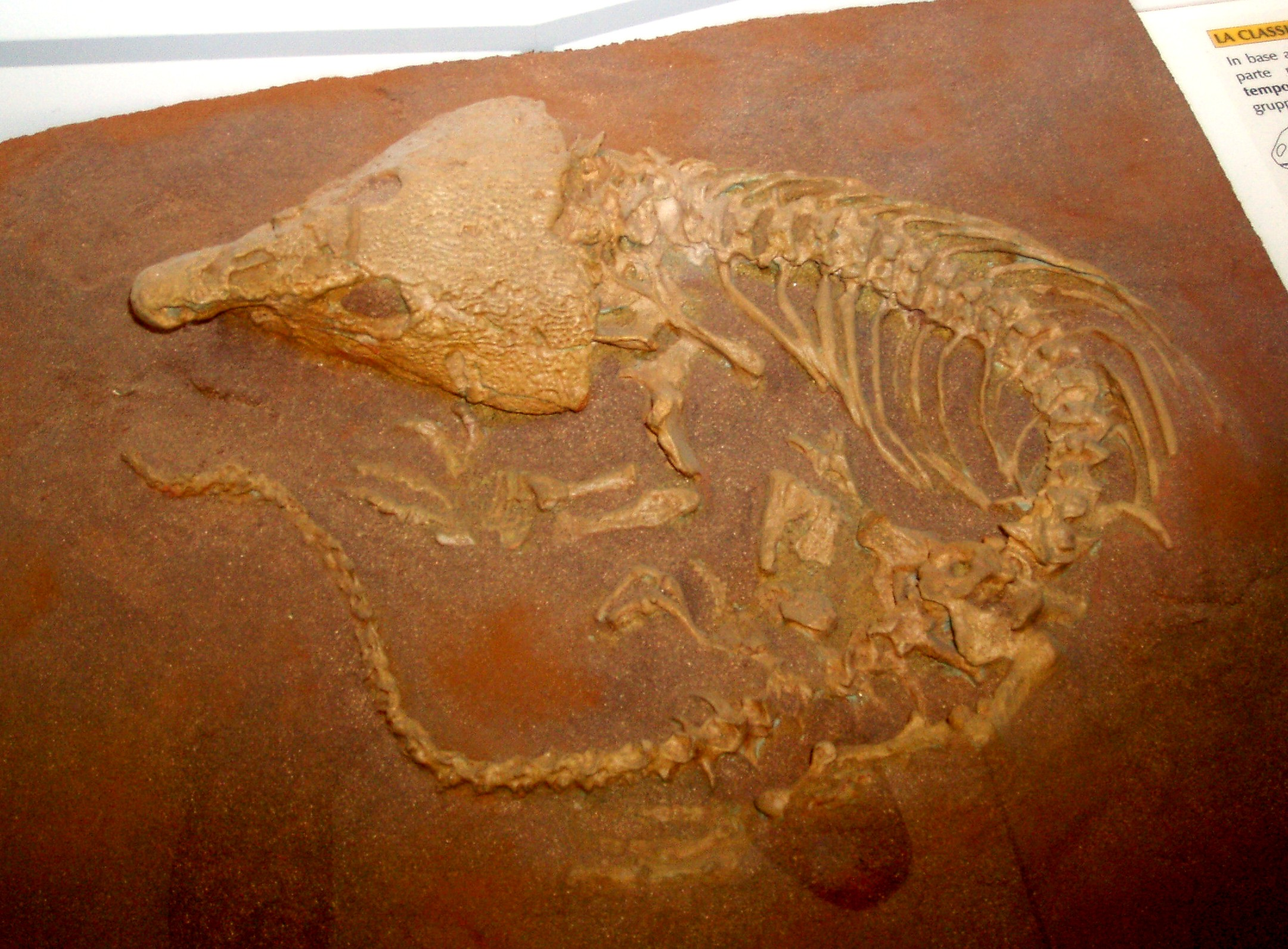
Fòssil de Labidosaurus hamatus

El labidosaure (Labidosaurus) és un gènere extint de sauròpsid anàpsid que va viure al període Permià en el que actualment és Amèrica del Nord. Les seves restes fòssils s'han trobat a Texas.
El labidosaure era robust, s'assemblava a un llangardaix amb un cap gran, i feia uns 75 cm de longitud. Tenia diverses files de dents afilades i còniques, aptes per a mossegar animals amb closques dures, com insectes i mol·luscs, tot i que també podia haver menjar plantes resistents.